# Kassa
Kassa (szlovákul: Košice kiejtéseⓘ, németül: Kaschau, latinul: Cassovia, lengyelül: Koszyce, ukrán nyelv: Кошиці / Košyci) Szlovákia második legnagyobb városa, az egykori Csehszlovákia ötödik legnagyobb városa volt. Egykor Abaúj-Torna vármegye székhelye, ma a róla elnevezett kerület és járás központja, katolikus érseki és evangélikus püspöki székhely.
Kassa Szlovákia egész keleti részének központja és a regionális önkormányzat székhelye. A politikai, gazdasági, kulturális és egyházi élet fontos központjai, a kassai római katolikus főegyházmegye, a kassai görögkatolikus egyházmegye, a Michalovce-Kassa ortodox egyházmegye és a Szlovák Köztársaság Alkotmánybíróságának székhelye is egyben.
A város változatos etnikai összetételű, legnagyobb kisebbsége a magyar (a Szlovák Statisztikai Hivatalának minősített becslése szerint közel 3%), továbbá a roma kisebbség közel 2%-os.
Kassa 2013-ban elnyerte az Európa Kulturális Fővárosa címet. A kreatív ipar és az információs technológiák fejlesztésének támogatása révén 2017-ben csatlakozott az UNESCO Kreatív Városok Hálózatához, amikor elnyerte az UNESCO Alkotó Médiaművészetek Városának státuszt. Majd megkapta a 2019-es önkéntesség európai fővárosa címet, így történelmileg az első város lett Közép-és Kelet-Európa országaiból, Barcelona, Lisszabon, London, Sligo és Aarhus után pedig a hatodik európai város, amely megkapta ezt a rangos díjat.
Abaszéplak, Bárca, Hernádtihany, Kassaújfalu, Kavocsán, Miszlóka, Pólyi, Saca, Szentlőrincke, Szilvásapáti és Zsebes községeket csatolták hozzá.

## Fekvése
A város a Hernád partján, a róla elnevezett medence szélén, a Kojsói-havasok lábánál fekszik ott, ahol a hegyek közül kilépő folyó meglassúdik és lerakja hordalékát. Emiatt ártere sokáig vízjárta hely volt, és a rendszeres elöntésekkel lerakott iszap újította meg a talaj termőképességét. Az Árpád-korban az akkori város északi határán egy Blathan nevű mocsár terült el. A völgyben vezet a legfontosabb, Magyarországot Lengyelországgal összekötő kereskedő útvonal, aminek Kassa gyorsan egyik csomópontjává vált, mivel:
- az Alföldről jövő szekeresek tovább, a hegyi utakra már nem merészkedtek be nehézkes járműveikkel,
- a hegyvidékiek pedig itt érhették el legkönnyebben a Tisza mellől jövő, gabonát és bort hozó vásárosokat.

Gömör vármegye felé is innen vezetett út, mert délebbre nagy mocsarak tették járhatatlanná a terepet.

## Éghajlata
| Hónap                                                                                                   | Jan. | Feb. | Már. | Ápr. | Máj. | Jún. | Júl. | Aug. | Szep. | Okt. | Nov. | Dec. | Év   |
| --- | ---- | ---- | ---- | ---- | ---- | ---- | ---- | ---- | ----- | ---- | ---- | ---- | ---- |
| Átlagos max. hőmérséklet (°C)                                                                           | 0,5  | 3,2  | 9,3  | 15,0 | 20,3 | 23,2 | 25,1 | 25,1 | 20,3  | 14,3 | 6,2  | 1,4  | 13,7 |
| Átlagos min. hőmérséklet (°C)                                                                           | −5,6 | −3,9 | −0,4 | 4,2  | 8,9  | 11,8 | 13,4 | 13,1 | 9,2   | 4,5  | −0,2 | −3,9 | 4,3  |
| Átl. csapadékmennyiség (mm)                                                                             | 25   | 24   | 26   | 49   | 70   | 86   | 83   | 70   | 53    | 47   | 42   | 33   | 608  |
| Havi napsütéses órák száma                                                                              | 67   | 86   | 166  | 204  | 266  | 259  | 282  | 258  | 216   | 153  | 68   | 47   | 2072 |
| Forrás: World Meteorological Organisation, Danish Meteorological Institute (humidity and sun 1931–1960) |      |      |      |      |      |      |      |      |       |      |      |      |      |

## Nevének eredete
Nevét valószínűleg a Kasa vagy más Ka- kezdetű személynévből kapta. A szlovák Košice (= Kosáék) párhuzamos szlovák névadás eredménye.
A város neve más nyelveken: németül Kaschau, latinul Cassovia vagy Cassoviae, horvátul Kašava, lengyelül Koszyce, oroszul Кошицы / Košicy.

## Története

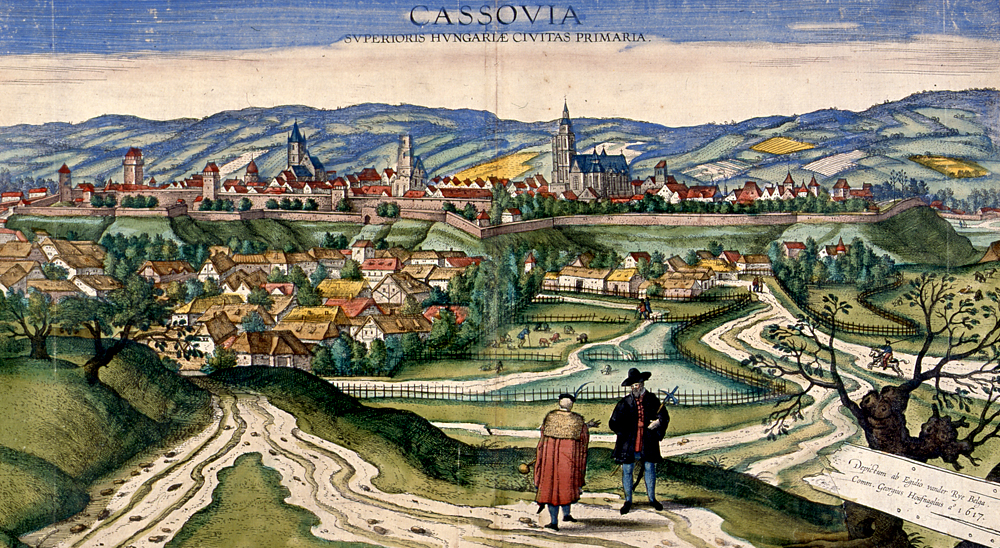
Kassa látképe 1617-ből

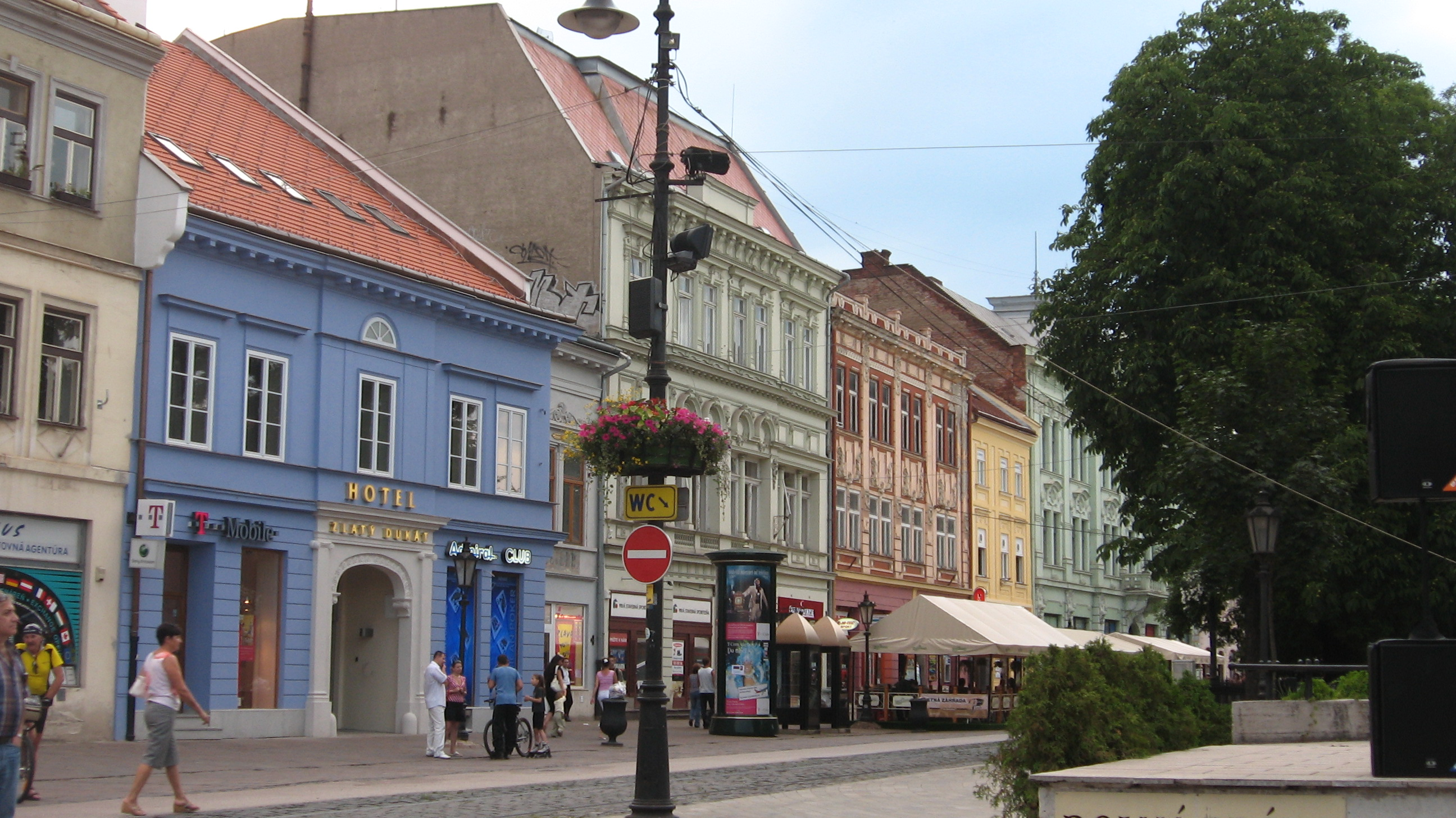
A Fő utca

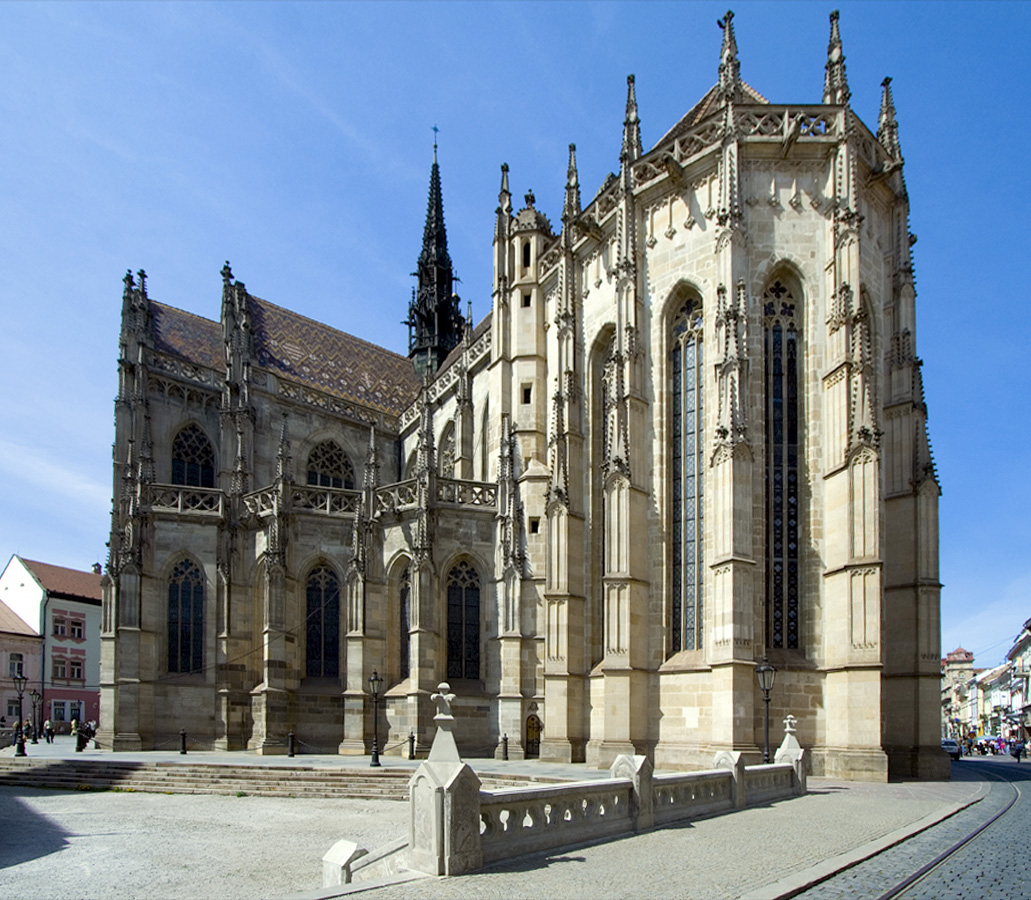
A Szent Erzsébet-dóm

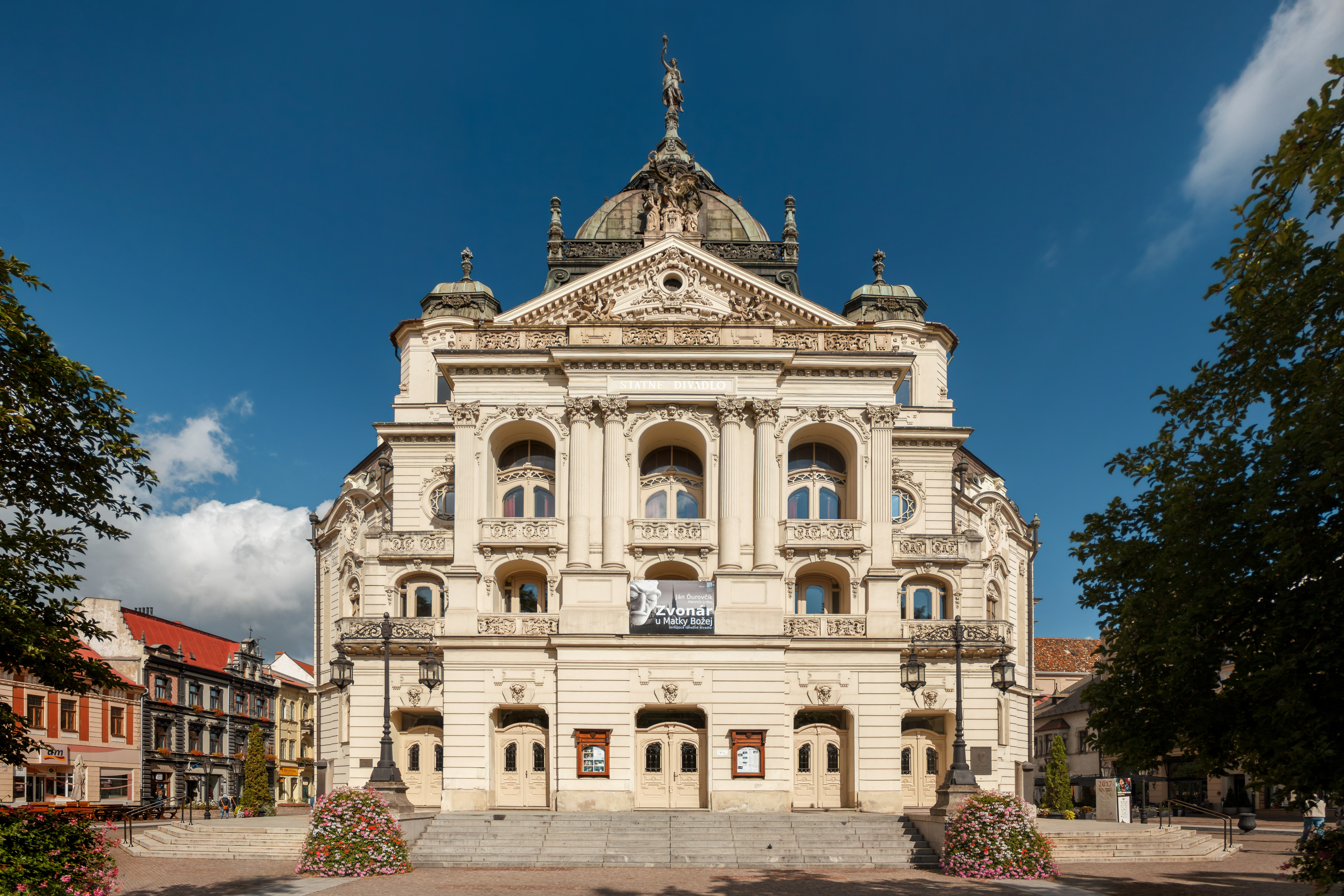
A városi színház épülete

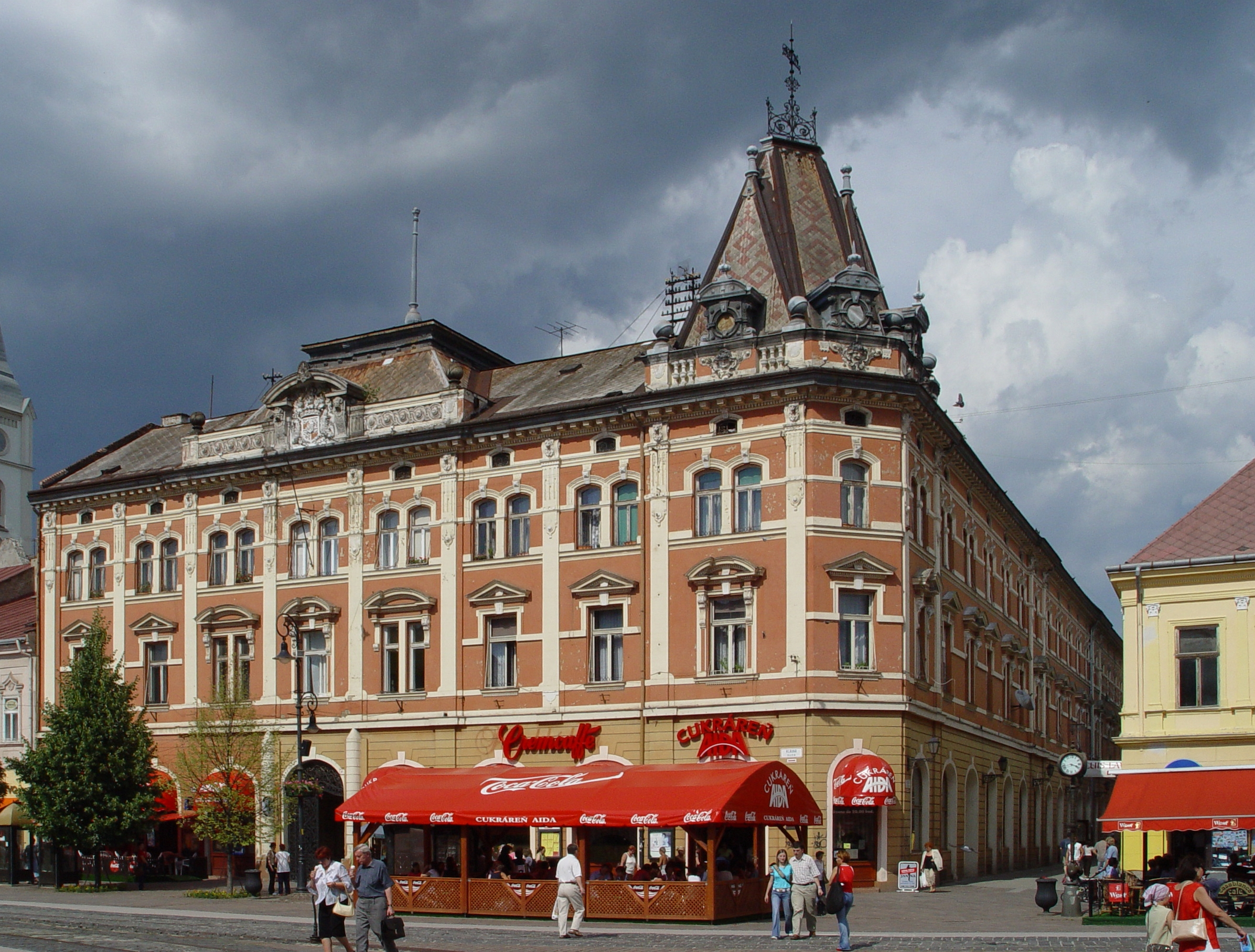
Az Andrássy-palota

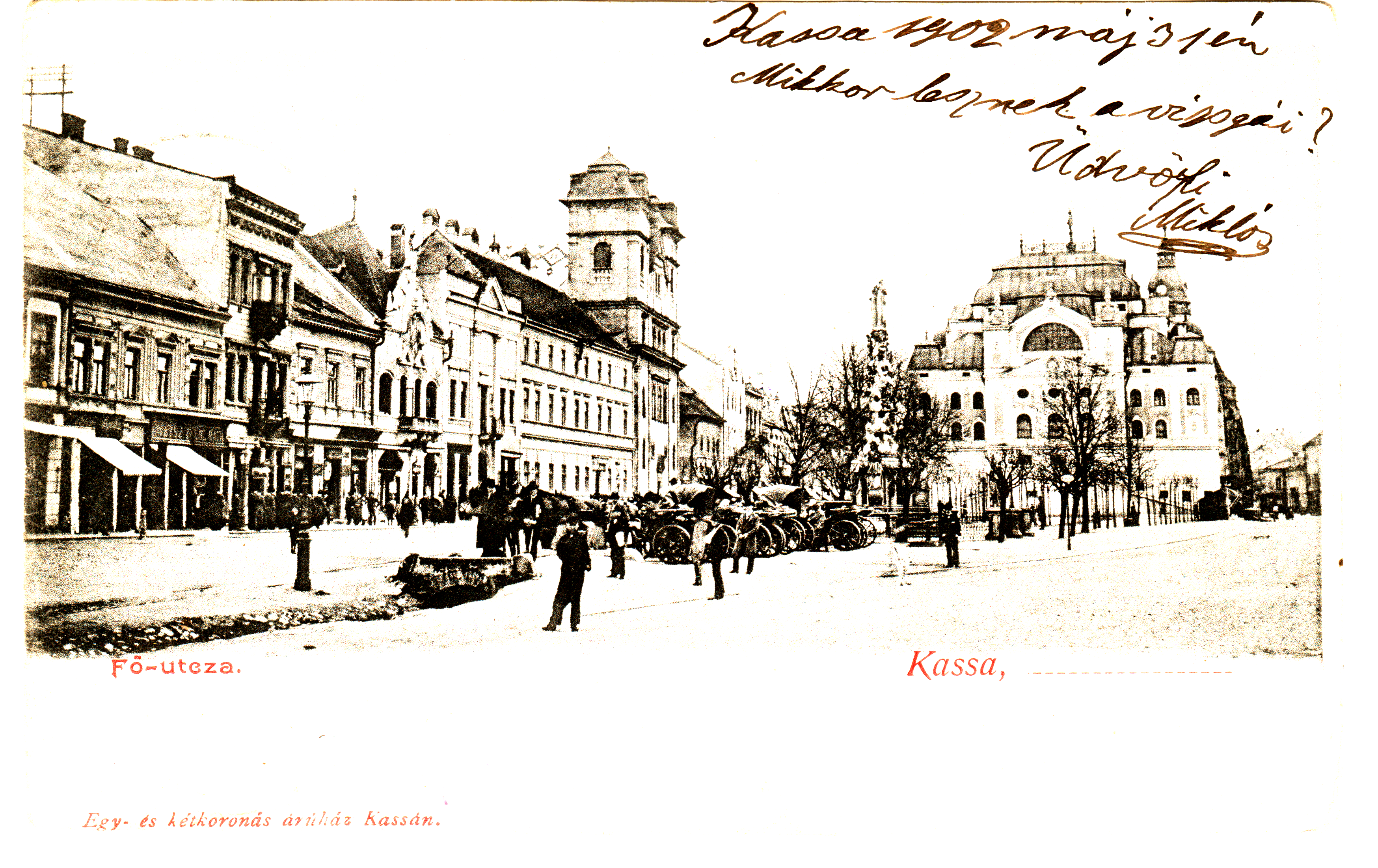
A Fő utca – 1902-ben

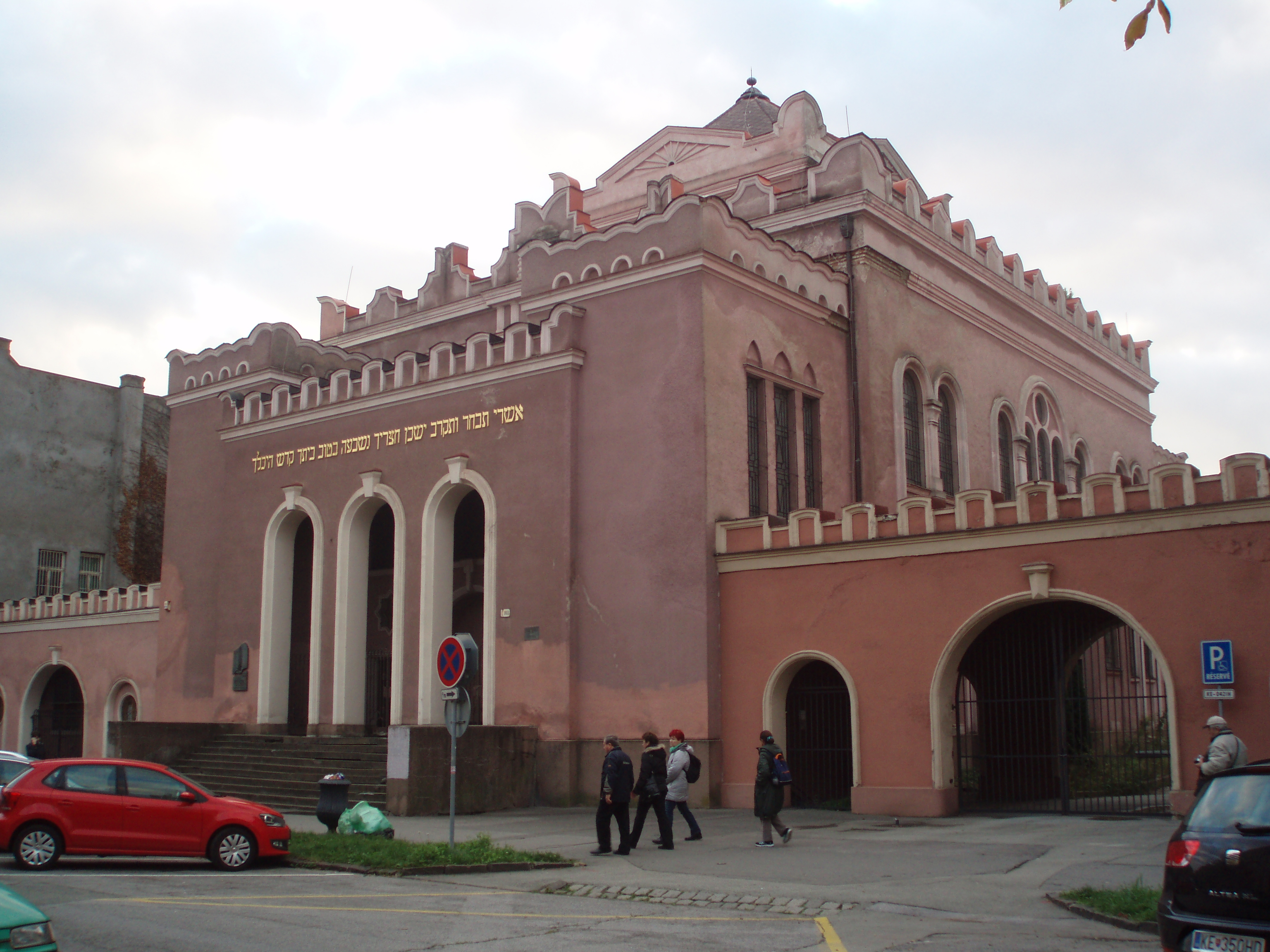
A Puskin utcai ortodox zsinagóga

### Középkor
Ősidők óta lakott hely, ahol a 13. században Magyarországra bevándorló hospesek telepedtek le. Pontosan nem tisztázott módon eredetileg két település volt itt: Kassa és Fel-Kassa; előbbi a 16. század közepén kebelezte be végleg a másikat. A várost az írott források először 1230-ban említik, és ekkor már ősi idők óta létező városként hivatkoznak rá.
A tatárjárás előtt nem volt jelentős hely, de IV. Béla király egy 1249-ben kelt okiratából kiderül, hogy akkor már voltak valamiféle „szabadalmai” (kiváltságai), de nem tudjuk, mifélék voltak azok — ekkor még nem volt város, csak „villa regia”, azaz a király birtokában levő falu, és Abaúj vármegye hatósága alá tartozott. A későbbi V. István 1261-ben még ifjabb királyként az addig nemesek tulajdonában lévő Fel-Kassát a betelepült hospeseknek adta; a nemeseket birtokcserével kárpótolta.
A városi szervezet kiépülésének jeleként az 1260-as–1270-es évektől maga bírálta el belső ügyeit, aminek jeleként az iratokban
- a bírót (villicus) és
- az esküdteket (iurati) említik meg (Kristó 1978, p- 40.).

Bordézsmával egy 1275-ben kelt felsorolás szerint az egri püspöknek tartozott.
1283-ban már állt első, Árpád-házi Szent Erzsébet tiszteletére épült temploma a mostani dóm helyén. Ennek temetkező kápolnájaként (coemeterium) ugyancsak a 13. században épült a Szent Mihály-kápolna, és körülötte a temető. A kassaiak saját pénzéből épült kórházát a johannita rend magának akarta megszerezni, de a kassaiak Arnold nevű papjuk vezetésével kiálltak igazukért, és sikerült megtartaniuk a kórházat.
1290-ben II. András egri püspök lelki ügyekben közvetlen fennhatósága alá vette Kassát. Egyúttal megszüntette az ezidőben Magyarországon szokásos és az esperesnek fizetendő vérdíj kötelezettségét. Ez nagy kedvezmény volt, mert a jövő-menő sokadalomban sok kétes erkölcsű egyén fordult meg, és a meglehetősen gyakori erőszakos halálok igencsak megterhelték a falu költségvetését. A település egyre városiasabbá vált, aminek jeleként 1297-ben ide költöztette hivatalát a kamarai ispán. A kereskedők és parasztok mellett mindinkább gyarapodott a város iparos lakossága. A hetivásárt csütörtökönként tartották.
A század végén a tized fizetése ügyében a város vitába keveredett az egyházzal, aminek eredményeként Monoszló Lodomér esztergomi érsek kiátkozta az egész polgárságot, név szerint annak vezetőit és külön a város [[Plébánia|plébánosát.
Ugyancsak a 13. század végén alapították a pénzverdét, amely (megszakításokkal) 1707-ig működött. A királyi kamara ispánja 1297-ben egy bizonyos Hannus volt, amit onnan tudunk, hogy ekkor egy, a várossal határos és lakatlan erdőt kapott III. Andrástól.
Az Árpád-ház kihalását követő interregnumban (1301–1308) az egyre inkább önálló politikai tényezőként fellépő Kassa — miként az egész Szepesség — először Vencel pártjára állt. Valószínűleg 1304-ben Vencel zászlaja alatt Aba Amadé ellen indultak, hogy megostromolják annak székhelyét, a gönci várat. Amadé gönci várnagya azonban legyőzte a támadókat, és Vencel zászlaját elküldte az akkor éppen Oroszországban házasságának ügyeit intéző Károly Róbertnek. A vereség hatására Kassa és a Szepesség kilenc más városa áttért Károly hűségére (Kristó 1978, p. 41.).
A királyi hatalom hanyatlása idején Aba Amadé tartományúr próbálta hatalmába keríteni; ennek jeleként és elősegítésére a várostól északra, a Hradová (Várhegy) dombján várat építtetett. A vár helyőrsége a városba tartó kereskedőket rendszeresen és jogellenesen megvámolta.
A század elején kezdett kiépülni a céhrendszer. Ennek első bizonyítékának sokáig a kassai szűcsök német nyelvű céhlevelét tekintették, amit keltezése szerint 1307-ben kaptak Károly Róberttől. Erről idővel kiderült, hogy visszadatált hamisítvány (Kristó 1978, p. 41), de pusztán az a tény, hogy az okmányt ilyen sokáig elfogadták, jól jelzi, hogy kiadásának körülményei teljesen valószerűnek tűntek.
1312-ben Aba Amadé fiai, akiket Csák Máté 1700 cseh zsoldosa támogatott, megostromolták a várost, amelynek megsegítésére a Szepességbe vonuló király segédcsapatot hagyott hátra Görgey Jordán vezetésével, amíg ő maga elég sereget gyűjtött ahhoz, hogy visszatérhessen a város felmentésére. 
A királyi had közeledtére az Amadé-fiak felhagytak az ostrommal, és a király ellen fordultak, ő azonban a mesterien vetetett rozgonyi csatában tönkreverte seregüket, és ezután módszeresen felszámolta Amadé kiskirályságát.
1320-ban jelentős városnak számított évi 552 garas pápai tizeddel. 1347-től szabad királyi város.
„Mi, Lajos, Isten kegyelméből Magyarország királya, ezen oklevelünkkel tudtára adjuk mindenkinek, akit illet, hogy királyi kegyünk által, tekintettel hű kassai polgáraink és vendégeink hasznára, azt akarván, hogy ugyanezek felemelkedjenek a kegyelem ajándékai által, alázatos folyamodványukra személyes jóindulatunkból engedélyeztük ugyanezen kassai polgáraink részére, hogy ettől fogva városuk titkos és nyilvános pecsétjén és zászlóján joguk legyen és örökké használhassák a királyi címerünkből kivett pajzsformát, melyben felül kék színű sáv három liliom ábrájával húzódik, és oldalt lentről négy vörös és ugyanannyi fehér vonal. Titkos pecsétünk alatt ezen oklevél igazolására, kiváltság formájában fogjuk kiadni ugyanazon polgáraink hasznára nagypecsétünk alatt, amennyiben ezt elénk fogják terjeszteni. Kelt Diósgyőrben, az Úr mennybemenetele előtt két nappal 1369. május 7.”
Népessége a 14. század közepétől gyorsan gyarapodott, főként a Lengyelországból (Halicsból), a Szepességből és Sziléziából érkező, német ajkú (szász) betelepülők révén. Ebben az időszakban a gazdasági élet két hajtóereje a kereskedelem és a mezőgazdaság volt.
1369-ben Kassa lett az első olyan európai város, amely saját címert kapott (Nagy Lajos királytól). Ez további három adománnyal 1502-re érte el végleges formáját.
1374-ben Nagy Lajos országgyűlést tartott itt; a rendek itt ismerték el a leányági örökösödést.
1441-ben sikertelenül ostromolta Perényi Miklós, majd I. Ulászló is. 1449-ben a város alatt verte meg Giskra cseh serege Székely Tamás magyar seregét, a csatában a magyar hadvezér is elesett. 1491-ben Albert lengyel herceg fél évig ostromolta eredménytelenül.

### A török korban
1526-ban I. Ferdinándnak meghódolt, 1536-ban Szapolyai János foglalta el, de 1551-ben ismét Ferdinándé lett. 1604-ben Bocskai szállta meg, innen szólította fel a nemességet az alkotmány és a vallásszabadság védelmére. Basta sikertelenül ostromolta, de 1606-ban ismét a királyé lett. 1606. december 29-én itt halt meg Bocskai István fejedelem, itt is temették el. Hívei szerint megmérgezték, de valószínűleg vízkórban hunyt el.
A város a 17. században hosszabb ideig az Erdélyi Fejedelemséghez tartozott. 1619. szeptember 5-én Bethlen Gábor foglalta el, innen adta ki kiáltványát, és itt tartotta esküvőjét 1626. március elején Brandenburgi Katalinnal. Az előkészületek során városi rendeletet adtak ki, miszerint
A fejedelem Kassára jön. Az utcákat megtisztítani, a bástyákat megvakoltatni, a fejedelem háza mögül a szemetet kihordani, a hidakat, utakat megcsinálni, a városkapuk közét kiegyenesíteni, a jégvermet meghordatni, a szállásokra való házakat előkészíteni.
A fejedelmet az esküvőre 2000 fő kísérte el, a menyasszony kíséretében 255 ember, 340 ló és 39 kocsi volt. Az egy hétig tartó lakodalom alkalmából volt tűzijáték, lóverseny, lovagi játék is a sok tánc mellett. A szálláshely azonban szűkös volt, még hercegnők is aludtak szalmán a korabeli feljegyzések szerint.
1596 és 1700 között az egri püspök székhelye volt.
1644. január 18-án itt kiáltották ki a rendek I. Rákóczi Györgyöt Magyarország fejedelmévé. 1657-ben a jezsuiták főiskolát és nyomdát alapítottak itt. Az 1670-es években többször eredménytelenül ostromolták a kurucok. 1677. november 26-án a császáriak a lázadó várost elfoglalva a vezetőket kegyetlenül kivégezték. A város központjától kb. 250 méterrel délre 1670 és 1676 között ötszögű, olaszbástyákkal kialakított citadellát építettek.

### A török kiűzése után
A szerencsétlen helyen és módon kialakított fellegvár rövid élete alatt többször is gazdát cserélt. 1682-ben a török csapatok és Thököly hajdúi foglalták el, majd 1685. október 25-én Caprara generális vette vissza. 1703-ban Rákóczinak behódolt, 1706-ban Rabutin sikertelenül ostromolta, végül 1711. április 27-én foglalták el a császáriak. 1713-ban lebontották, nyoma sem maradt.
1788-ban itt jelent meg az első magyar nyelvű folyóirat, a Magyar Museum. A 18. század végén Vályi András így ír róla (részlet): „KASSA. Cassovia Kaschau. Kossicze. Szabad Királyi Város Abaúj Vármegyében, és Magyar Országnak felsőbb részében a’ legrégibb, ’s leg nevezetesebb ’s Fő Város. Fekszik Hernád vize mellet, lapos és kies térségen, külömbféle hegyektől nem meszsze, tetszőleg helyheztetve, Bárczának szomszédságában, Eperjesről 4, Egerhez 12, Budához, és Pesthez pedig 33 német mérföldnyire. Nevezetének eredetéről külömbféle képen véllekednek az Írók, némellyek a’ Kvadúsoktól, e’ német szótól, Quardau, az az Kvadusok’ mezeje, a’ Kaszszától, vagy Gázától nevezik. Bombárdi pedig Kásafalvától, ollyformán mint Búzafalva neveztetik a’ búzától, ’s azzal akarja hítelesebbé tenni véllekedését, hogy IMRE Királlynak diplomájában MCCII. Kasafalviaknak neveztetnek a’ lakosok. E’ Városnak eredetét Turóczi mintegy 1143-dik esztendőre határozza, és azoknak a’ szászoknak tulajdoníttya, kiket magyar Országba, és Erdélybe, második GEIZA hívott vala. Mások ellenben azt állíttyák felőle, hogy két faluból származott légyen, mellynek eggyike alsó, másika pedig felső Kassának neveztetett. [...] Lehető ugyan, de ekkor még Kassa, ’s a’ több említett Városok is, tsak hadi készület képen építtettek, ’s annak utánna öregbűlésnek idővel lassanként. Minthogy Íróink e’ Városnak eredetét világosan, és bizonyosan meg határozva fel nem jegyzették, nem lehet egyenesen meg határozni, kivévén, hogy e’ Város, IMRE Király alatt, már a’ nagyobb Városok közzé számláltatott, és kő falakkal is körűl vétettetett. Ötödik ISTVÁN alatt pedig földekkel meg ajándékoztatott. Némellyek a’ Városnak meg erőssíttetését 1290-dik esztendőre határozták; de inkább vélhető, hogy 1241-diktől 1244-dikig tartott Tatároknak dühösködések után nem lévén még Kassa meg újjítva, 1285-dikben Kún László alatt, ismét tetemetesebben széjjel rontattatott, és így András által Kassa Városának falai inkább meg újjíttattak, mind tulajdonképen építettek. Annak utánna első KÁROLY által még inkább meg erőssíttettek, mellyett kétség kivül első LAJOS öregbített vala.”

### Újkor
1802-től püspöki székhely. A városfalakat a 18. század végétől 1856-ig fokozatosan lebontották, csak a Hóhér-bástya és kisebb falszakaszok maradtak fenn. 1848. december 8-án és 1849. január 4-én is a közelében verte meg Schlik császári tábornok a magyar honvédsereget (kassai ütközet). 1849. február 15-én vonultak be a honvédek a városba, de június 24-én az oroszok megszállták.
Fényes Elek 1851-ben kiadott geográfiai szótárában így ír a városról (részlet): „Kassa, németül Caschau, egy a legszebb legrégibb, s legmüveltebb királyi városaink közül, Abauj-Torna vmegyében, Pesthez 32, Debreczenhez 18 mfd távolságra, majd minden oldalról szőlőhegyekkel körülkeritett gyönyörü kies völgyben fekszik, a Hernád vize partján. Maga a hajdan nagyon megerősitett város kicsiny, de széles rendes utczái, csinos sőt pompás épületei miatt, méltán legszebb városaink közt foglal helyet. Ezenkivül, 3 külvárost számlál, mellyeket a belvárostól széles gyeptér (glacis) választ el. A külvárosok házai alacsonyok, s jelest épen nem lehet róluk mondani. A belváros főutczáján látható a sz. Erzsébet roppant és pompás szentegyháza, melly most püspöki székes templom. Nevezetesb épületek még: a sz. Mihály temploma, melly Kassán legrégibb épületnek tartatik; a dominikanusok, a sz. Orsolya szüzek templomai és kolostorai; a seminariumi, academiai szentegyházak, melly utolsót az academia épületével együtt hajdan a jesuiták birtak; az evang. ujabb izlésre épült szentegyház, s a félreeső ref. templom; a püspöki palota; a kétemeletes nagy kiterjedésü kamara-ház, mellyben a posta, harminczad s beváltó pénztár hivatalok vannak telepitve; a vármegyeház; a tanácsház; a felső-kaszárnya; vége gr. Andrássy, Szirmay, Barkóczy, Csáky, Péchy, Sos stb. nemzetségek lakházai. Népessége a legujabb katonai összeirás szerint 13,034 lélek, kik közt 4738 tót, 2904 magyar, 2592 német ajkú, 729 izraelita, 113 orosz, 100 czigány, 2838 pedig részint belföldi, részint külföldi idegen. Foglalatosságuk kis részben föld és szőlőmüvelés, nagyobb részben kézmüi és gyári ipar, és kereskedés. Szántóföldjei termékenyek, különösen rétjei nagyon jók; szőlőhegye savanyus, de állandó asztali bort ad; a városi vágásokra osztott erdő igen tágas és szép.”
Borovszky Samu monográfiasorozatának Abaúj-Torna vármegyét tárgyaló része szerint (részlet): „SÁROS- ÉS ABAUJVÁRMEGYE határán találkoznak a gömör-szepesi érczhegység keleti ágai az északról délnek vonuló eperjes-tokaji hegylánczczal. Egyedül akkora völgynyilás marad a két hegység közt, melyen a Hernád keresztül törhet. De nyomban rá kelet-déli irányban kanyarodnak el az érczhegység vonalai, a Hernád völgye kitágul, fokozatosan szélesedni kezd, hogy aztán délen a nagy Alfölddel egyesüljön. A két hegyvonal szögében, a Hernád sík völgyének fejénél fekszik Kassa sz. kir. város, Abauj-Tornavármegye fővárosa. A hegyfalon keresztül, mely észak felől félkörben karolja át a mai várost, egy aránylag szelid emelkedésű hágó köti össze a Hernád völgyét, tehát közvetlenül a nagy magyar Alföldet Galiczia nyugati részével, a középkorban oly nagy fontosságu s ma is kiváló jelentőségű fővárosával, Krakkóval. A Magas Tátra bérczvonala miatt Lengyelország a legrövidebb úton csakis a Hernád völgyén át érintkezhetett az Alfölddel, meg a Hegyaljával, s minthogy Galiczia felől kevésbé meredek a Kárpátok lejtője, mint Magyarország felől, a hegyen túli lakosok árúik kicserélése alkalmával itt csekélyebb fáradsággal találhatták meg az érintkező pontot az alföldi lakosokkal, a kiknek a hirtelen összezáródó hegyöv már Sáros felé elvágta útjokat. A város középpontja a régi Kassa, mely ellipszis alakban épült. A régi város körülete ma is világosan látható a bástyavonalakon keletkezett utczákban, jóllehet a vársíkok beépitésével már több helyen megtörték e vonalat.”

### 20. század
1870-1920 között a város lakossága nagyjából 20 ezerről több mint 50 ezerre növekedett. Ez elsősorban a megélhetés miatti népmozgás eredménye volt. A csehszlovák államfordulat után a katonaság létszáma drasztikusan lecsökkent a városban.
1906-ban épült meg Rákóczi rodostói házának másolata, amikor a fejedelmet a Szent Erzsébet-dóm kriptájába temették el.
1918-ban elfoglalták a csehszlovák légió katonái. 1919. március 17-én hajnalban ledöntötték a honvéd szobrot. Később a katonák a felfokozott hangulatban az összegyűlt tömegbe lőttek, aminek 2 halálos áldozata volt. 1919. június 6-án a magyar Vörös Hadsereg visszafoglalta, majd a Clemenceau-jegyzék értelmében kiürítette. 1920. június 4-én a trianoni diktátummal de jure is Csehszlovákiához került. Regionális központi szerepét Magyarországon Miskolc vette át. 1935-ben megtalálták a híres kassai arany éremleletet.
1938-ban az első bécsi döntés értelmében visszakerült Magyarországhoz. A város lakossága 1938. november 11-én ünnepélyesen fogadta a bevonuló magyar csapatokat és Horthy Miklós kormányzót. Az „önálló” szlovák állam revíziós politikával válaszolt a területveszteségeire. 1940-ben a Salzburgi tárgyalásokon Tiso, Tuka és Mach delegációja memorandumot nyújtott át Hitlernek, amely tartalmazta Kassa vidékének Szlovákiához csatolásának szándékát és lakosságcsere megvalósítását.
1941. június 26-án tisztázatlan eredetű bombatámadás érte: három felségjel nélküli bombázó összesen 29 db százkilós bombát vetett a városra. 32 halálos és 82 sebesült áldozat mellett tetemes anyagi kár is keletkezett. Egy bomba nem robbant fel és cirill-betűs feliratokat találtak rajta, ennek alig várt ürügyén Magyarország deklarálta hadiállapotát a Szovjetunióval. Többféle magyarázatot kerestek a történészek. Az egyik verzió szerint a közeli, Kassára nagyon hasonlító Eperjes német hírközpontja lehetett a támadók célja, ami a fasiszta szlovák bábállam területén maradt. A Szovjetuniónak nem volt érdeke hazánkat bevonni az eszkalálódó háborúba. Szerencsétlen navigációs hiba okozhatta tehát ezt a számunkra tragikus végű konfliktust, amit a lassacskán megnyíló orosz levéltárak adatai sem cáfolnak. Kassáról 1944. május 15-én indítottak két vonatszerelvényt Auschwitzba. Ezeken 7684 kassai zsidót szállítottak a haláltáborba. Május folyamán még két, június 3-án pedig még egy szerelvény indult el, további 9013 kassai és környékbeli zsidóval. 1945. január 19-én foglalta el a szovjet munkás-paraszt Vörös Hadsereg, ekkor újra Csehszlovákia része lett. 1945. április 4-én itt hirdette meg Beneš elnök a hírhedt kassai kormányprogramot.

## Gazdasága, közlekedése

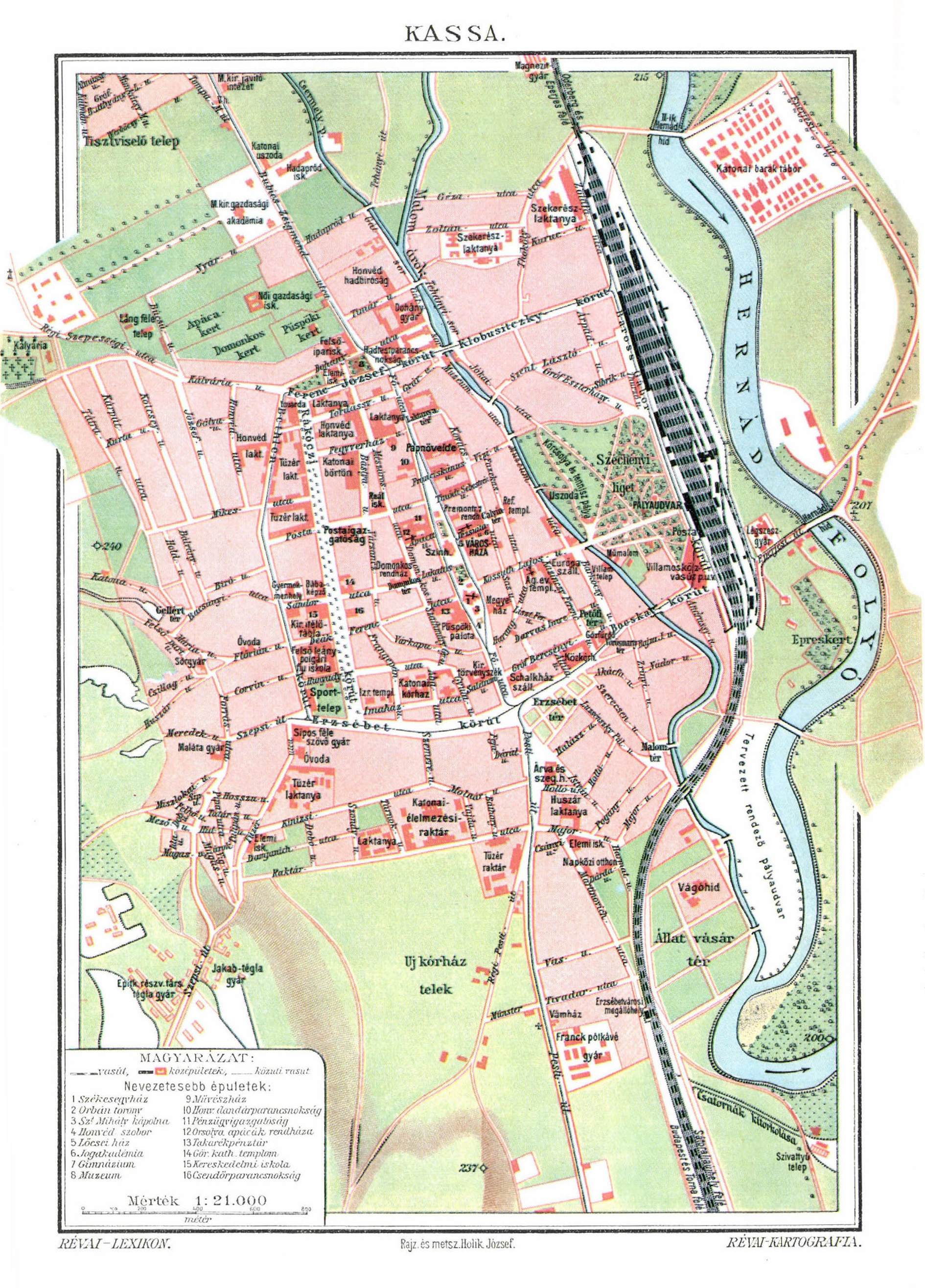
Kassa város térképe, Trianon előtt

A Kassai Acélművek 2019-ig közel 12 ezer embernek adott munkát. 
Sajtóértesülés szerint a Volvo Kassán építi fel új elektromosautó-gyárát. Ez lesz a cég harmadik európai gyára. A sorozatgyártás megkezdése 2026-ban várható.

### Légi közlekedés
A várost légi úton a Kassai repülőtéren keresztül lehet elérni, amely a város déli részén fekszik. Regionális járatok indulnak a pozsonyi, bécsi és prágai repülőtérre. Jelentősebb légitársaságok a Cseh Légitársaság, az Austrian Airlines és a Danube Wings. A 2008-as szezonban 590 919 utast szolgált ki.

## Demográfia
Közel negyedmillió lakosával Kassa az ország második legnépesebb városa.

### Népességváltozás
| Népessége |          |      |          |      |          |
| Év        | Népesség | Év   | Népesség | Év   | Népesség |
| 1480      | 10 000   | 1890 | 28 900   | 1961 | 79 400   |
| 1800      | 6000     | 1910 | 44 200   | 1970 | 142 200  |
| 1820      | 8700     | 1921 | 52 900   | 1980 | 202 400  |
| 1846      | 13 700   | 1942 | 67 000   | 1991 | 235 160  |
| 1869      | 21 700   | 1950 | 60 700   | 2001 | 236 093  |

### Etnikumok
A középkorban magyar, német és szláv elem is jelen volt a városban; a város a 16. század közepéig német többségű volt, 1650-re a lakosság kb. 72%-a magyar, 13%-a német, 14%-a szlovák eredetű lehetett.
A magyarok aránya a török hódoltság éveiben kezdett nőni, majd a 18-19. században újra csökkent a szlovákok javára. A dualizmus éveiben fokozatosan nőtt a magyarság aránya.
1880-ban a lakosok 39,5%-a szlovák anyanyelvűnek vallotta magát, 38,4% magyarnak, 16,2% pedig németnek. 1891-ben a lakosok 49,1%-a magyar anyanyelvűnek vallotta magát, 33,6% szlováknak, 13,5% pedig németnek.
1910-ben már a város lakosságának 75,4%-a magyar, 14,8% szlovák és 7,2% német: 44 211 lakosából 33 350 magyar, 6547 szlovák, 3189 német, 453 lengyel, 227 cseh és 210 ruszin.
A két világháború között az etnikai arányok megfordultak, a többség szlováknak vallotta magát, 1941-ben újra magyar többségű volt a város. A második világháborút követően erőteljes szlovákosítás indult meg: a kitelepítések, illetve a nagyarányú iparosítás következtében radikálisan megváltozott a város nemzetiségi összetétele – a magyarok arányszáma minimalizálódott, a németek száma pedig a mérhetőség határára esett.
A 2001-es népszámlálás adatai alapján 236 093 lakosából 210 340 szlovák (89,1%), 8940 magyar (3,8%), 5055 cigány (2,1%), 2803 cseh (1,2%), 1279 ruszin, 1077 ukrán és 398 német volt.
Népessége 2011-ben 240 688 fő, ebből 6382 magyar (2,65%).
Népessége 2021-ben 229 040 fő, ebből 5636 magyar (2,46%)

### A kassai óváros demográfiája
1880-ban 26 097 lakosából 10 007 magyar, 10 311 szlovák, 4218 német, 16 ruszin, 11 román, 10 szerb-horvát, 164 egyéb anyanyelvű, 469 idegen és 891 csecsemő; ebből 18 372 római katolikus, 2846 zsidó, 2013 evangélikus, 1684 görögkatolikus, 1011 református, 84 pravoszláv, 3 unitárius és 84 egyéb vallású volt.
1890-ben 28 884 lakosából 14 421 magyar, 9713 szlovák, 3891 német, 33 ruszin, 24 román, 17 horvát, 11 szerb, 6 szlovén és 768 egyéb nemzetiségű volt.
1900-ban 40 102 lakosából 25 996 magyar, 9244 szlovák, 3446 német, 307 ruszin, 49 román, 28 horvát, 11 szerb és 1021 egyéb nemzetiségű volt.
1910-ben 44 211 lakosából 33 350 magyar, 6547 szlovák, 3189 német, 210 ruszin, 91 román, 28 horvát, 18 szerb és 778 egyéb nemzetiségű volt.
1919-ben 46 820 lakosából 17 991 magyar, 22 858 csehszlovák, 2477 német, 86 ruszin és 3414 egyéb nemzetiségű volt.
2021-ben 20 133 lakosából 16049 szlovák, 776 magyar (3,85%), 164 cseh, 139 rutén, 108 cigány, 103 ukrán, 28 német, 28 orosz, 25 zsidó, 14 vietnami, 14 lengyel, 14 olasz, 7 bolgár, 7 román, 7 albán, 6 francia, 5 szerb, 5 angol, 4 morva, 4 görög, 3 török, 1 horvát, 1 osztrák, 1 sziléziai, 1 iráni, 1 ír, 1 kanadai, 89 egyéb, 2528 ismeretlen nemzetiségű.

### Vallási összetétel
A 2011-es népszámláláskor a válaszadók 45%-a római katolikusnak, 16,6%-a vallás nélkülinek, 6,12%-a görögkatolikusnak, 2,33%-a evangélikusnak, 2%-a reformátusnak és 0,11%-a zsidónak vallotta magát.

## Oktatás
A 2024/25-ös tanévben egy alapiskola volt magyar tannyelvű. Itt 260 diák tanult, ami a teljes város diáklétszámának 1,2%-a volt.

## Városrészei
| Kassa városrészei | Kassa városrészei | Kassa városrészei | Kassa városrészei      | Kassa városrészei  | Kassa városrészei |
| Kassa városrészei | I. járás          | II. járás         | III. járás             | IV. járás          |                   |
| Kassa városrészei | Dzsungel          | KVP lakótelep     | Dargói Hősök lakótelep | Abaszéplak         |                   |
| Kassa városrészei | Észak             | Luník IX          | Kassaújfalu            | Bárca              |                   |
| Kassa városrészei | Hernádtihany      | Miszlóka          |                        | Dél                |                   |
| Kassa városrészei | Kavocsán          | Nyugat            |                        | Szilvásapáti       |                   |
| Kassa városrészei | Óváros            | Peres             |                        | Tóvárosi lakótelep |                   |
| Kassa városrészei | Tihany-lakótelep  | Pólyi             |                        | Zsebes             |                   |
| Kassa városrészei | Saca              |                   |                        |                    |                   |
| Kassa városrészei | Szentlőrincke     |                   |                        |                    |                   |

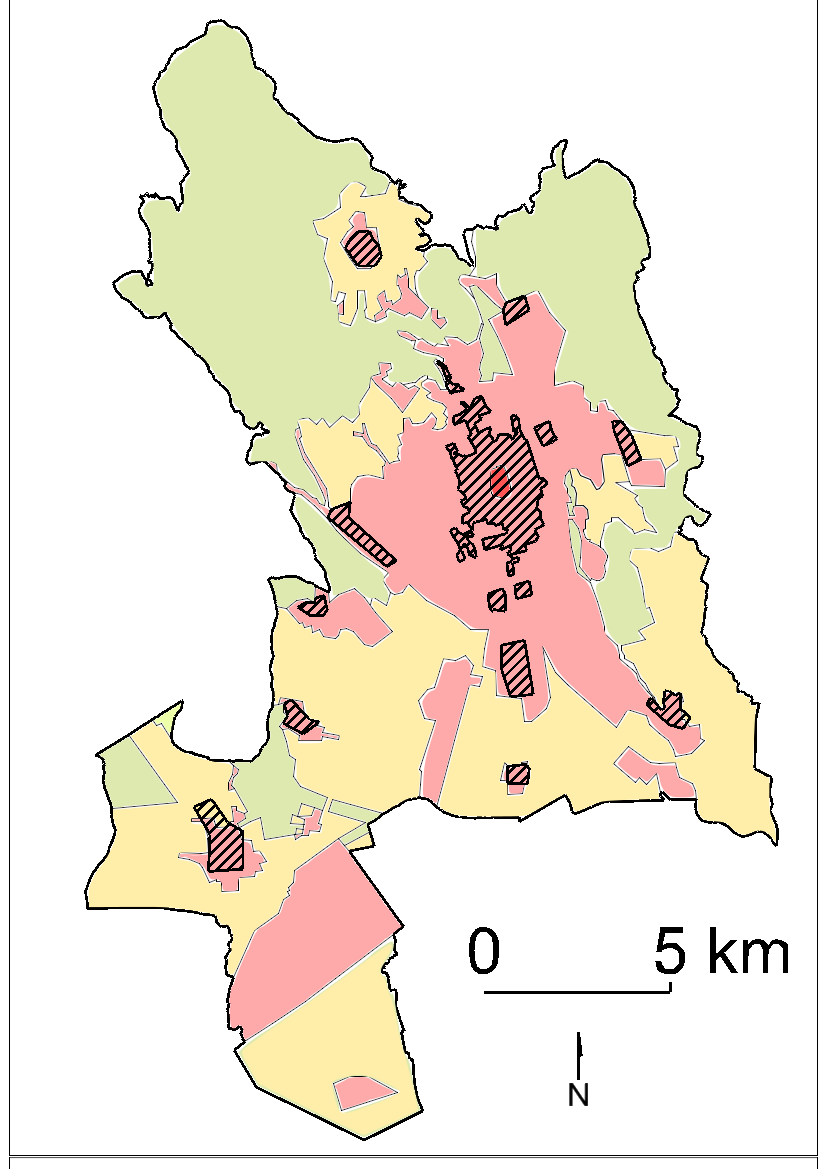
Területi felosztás
Beépített terület, 1910-ben

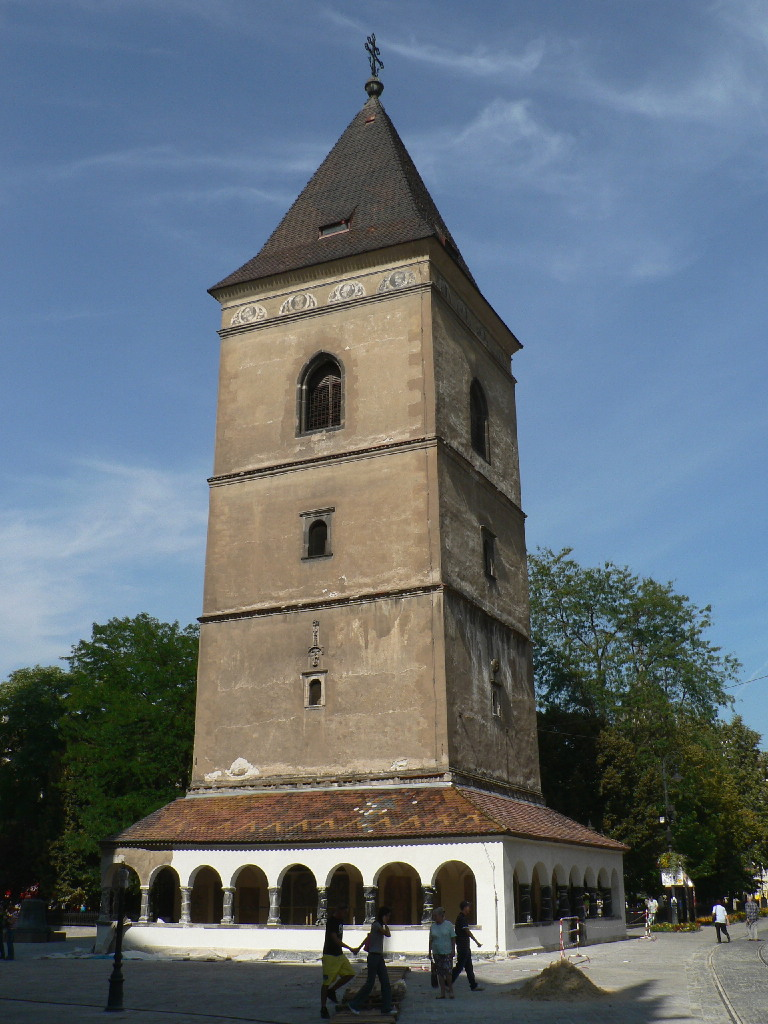
Az Orbán-torony

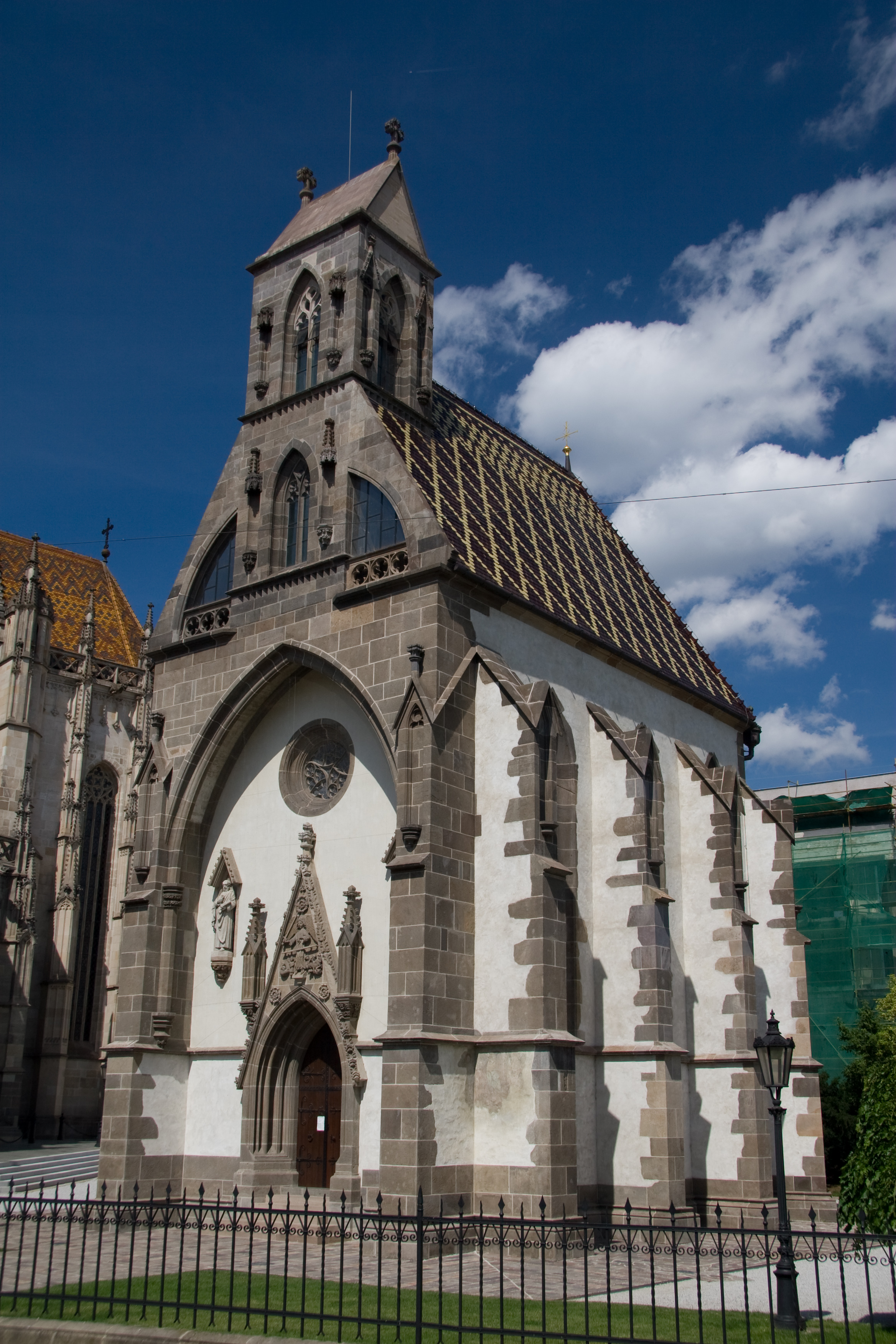
A Szent Mihály-kápolna

A városhoz tartozó egykori önálló települések a városhoz csatolás évével: Abaszéplak (1976), Bárca (1968), Buzinka (Sacához 1943), Hernádtihany (1968/1969), Kassaújfalu (1968/1990), Kavocsán (1976), Miszlóka (1968), Peres (?), Pólyi (1968), Saca (1968/1970), Szentlőrincke (1976), Széplakapáti (Abaszéplakhoz 1945), Szilvásapáti (1968), Zsebes (1976).

## Főbb látnivalói

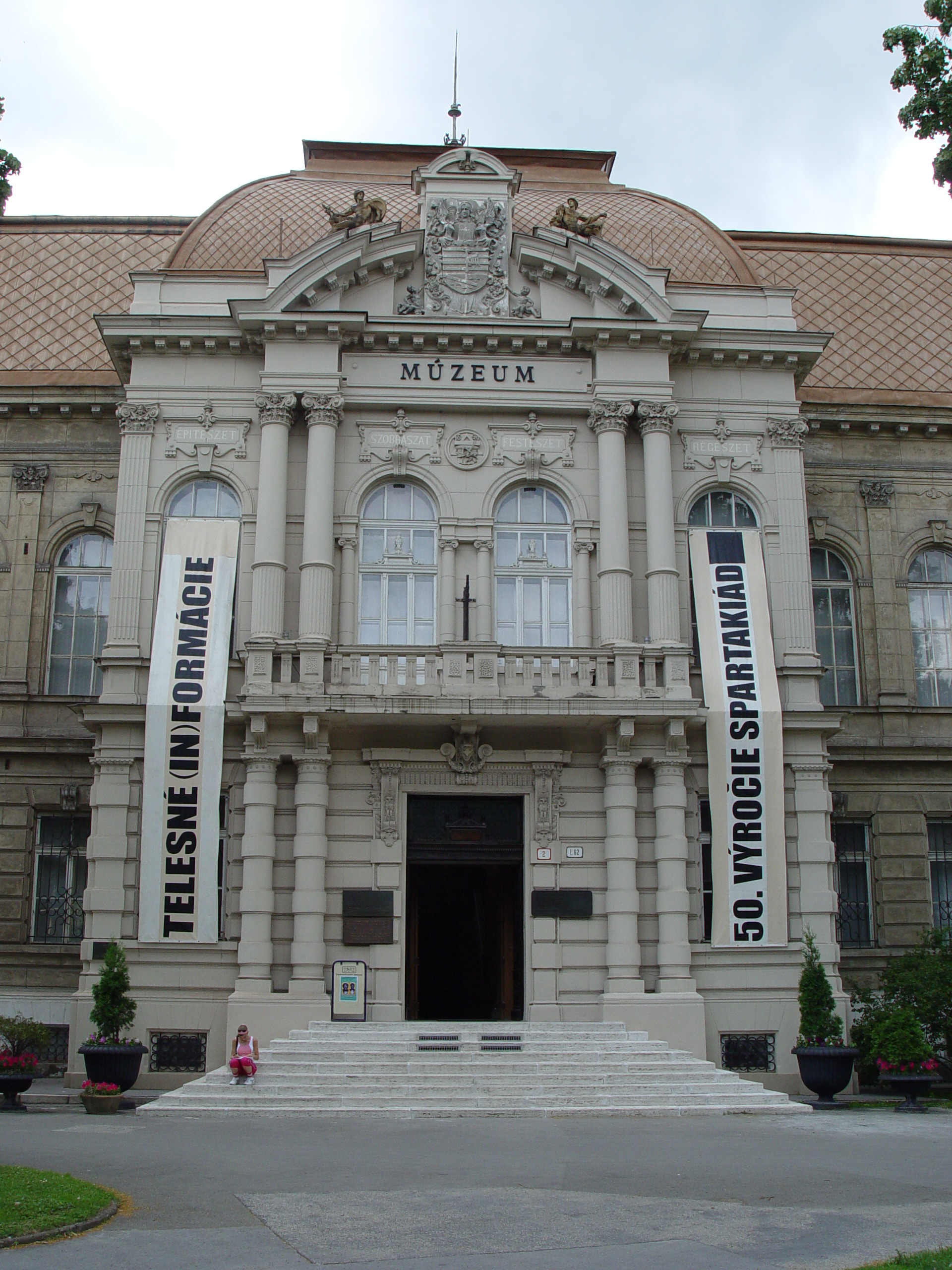
A Kelet-Szlovákiai Múzeum

Kassa legtöbb műemléke a kassai Fő utcán, a település ősi központjában található, csaknem mindegyiknek magyar vonatkozása is van, közülük a legfontosabb az Árpád-házi Szent Erzsébet tiszteletére szentelt Szent Erzsébet-dóm.
- A dóm mellett található az 1986-ban létrehozott zenélő szökőkút a harangjátékkal.
- Domonkos temploma az 1250-es években már állott, eredetileg gótikus, majd barokkosították, mai formáját 1894-ben kapta.
- A Szentháromság templom a város legértékesebb barokk építménye.[30]  1671–1684 között Giovanni Sandro Canevale építette.[31]
- A ferences templom a 14. század végén épült, később barokkizálták.
- Evangélikus temploma 1816-ban létesült.
- Görögkatolikus temploma 1882 és 1886 között készült.
- A várostól északnyugatra emelkedő dombon 1736 és 1758 között épült fel a Kálvária-templom. 1773-ban katonai raktár lett, 1820-ban visszaadták az egyháznak és újra felszentelték, 1826-ban XII. Leó pápa teljes búcsút engedélyezett az idelátogatóknak. A templom a kassaiak búcsújáróhelye.
- Kassán áll a Kelet-szlovákiai Múzeum (régebbi Rákóczi Múzeum) 19. század végi épülete is.
- A város üdülőhelye a Hernád partján épült Kassafürdő.
- Orbán-torony
- Ortodox zsinagógája a Puskin utcában, az 1930-as években épült.
- Kassai botanikus kert

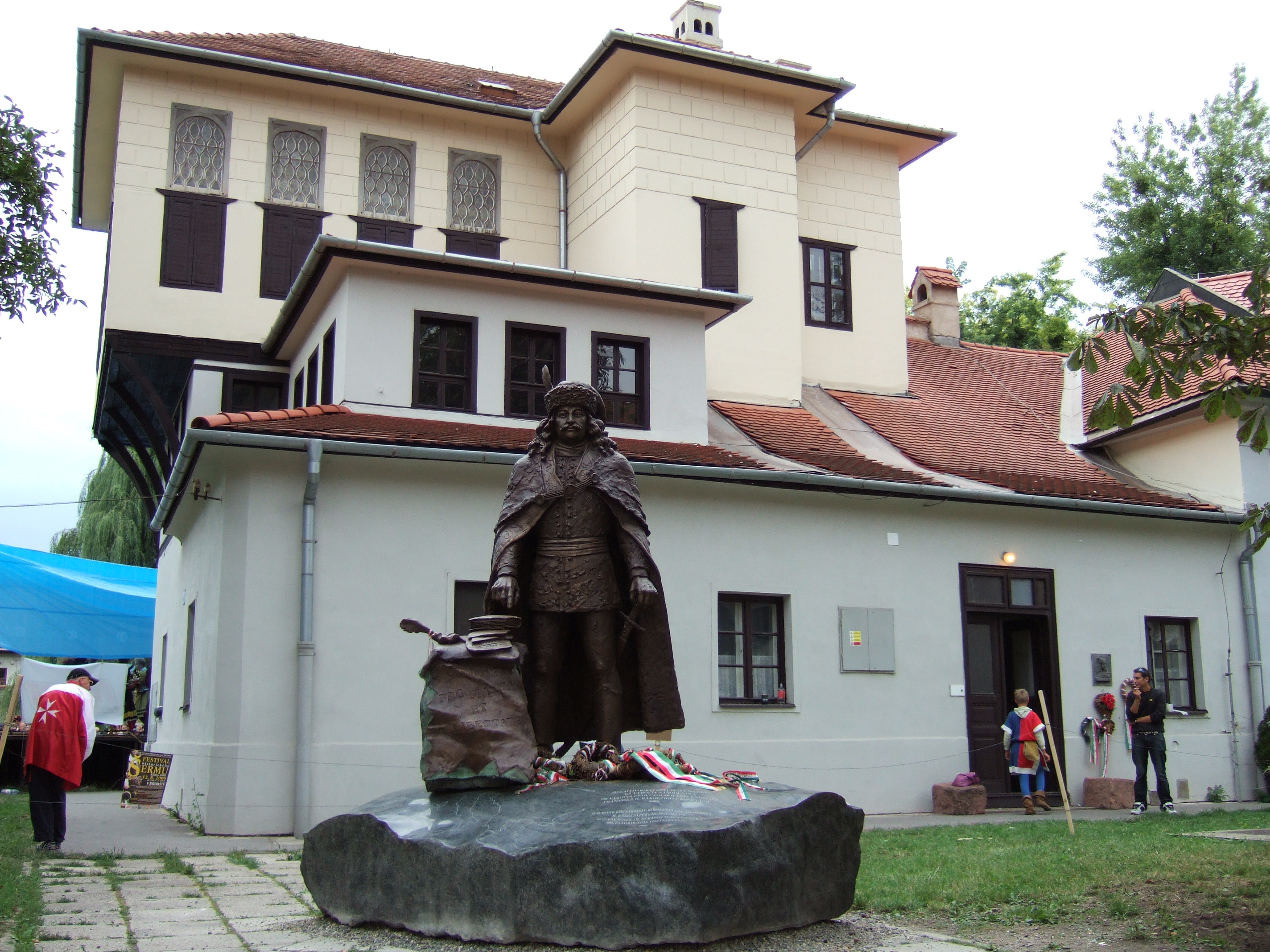
Rákóczi rodostói házának mása Kassán, eredeti, a fejedelem által készített bútorokkal. A ház elé 2006-ban állítottak szobrot

- Rodostói ház (Rákóczi utolsó háza – ill. annak másolata a múlt század 40-es éveiben épült és csak fél évszázaddal később lett a Kelet-szlovákiai Múzeum egyik állandó kiállítóhelye. Az eredetije a törökországi Rodostóban található. A török építészet egyedülálló példájaként betekintést nyújt II. Rákóczi Ferenc életének utolsó időszakába is, aki száműzetésének éveit ilyen épületben töltötte. Hogy az összkép még teljesebb legyen, eredeti berendezésének egy részét Törökországból szállították ide.)
- Kassától északnyugatra, a Hradová hegyen állt a kassai vár. Romjait fokozatosan újítják fel. Az érdekes környezetben számos rendezvényt tartanak.[32]

## Átlagos hőmérsékleti és csapadékértékek a városban
| Kassa      | 2001        | 2001     | 2002        | 2002     | 2003        | 2003     |
| Hónap      | Hőmérséklet | Csapadék | Hőmérséklet | Csapadék | Hőmérséklet | Csapadék |
| ---------- | ----------- | -------- | ----------- | -------- | ----------- | -------- |
| Január     | -0,2 °C     | 54,9 mm  | -2,2 °C     | 5,2 mm   | -3,8 °C     | 5,1 mm   |
| Február    | 1,1 °C      | 7,4 mm   | 2,8 °C      | 11,1 mm  | -3,2 °C     | 13,4 mm  |
| Március    | 5,5 °C      | 89,7 mm  | 5,8 °C      | 11,4 mm  | 3,3 °C      | 6,2 mm   |
| Április    | 10,0 °C     | 46,6 mm  | 10,5 °C     | 25,0 mm  | 9,4 °C      | 39,5 mm  |
| Május      | 16,4 °C     | 31,9 mm  | 17,9 °C     | 39,3 mm  | 18,3 °C     | 37,8 mm  |
| Június     | 17,1 °C     | 61,7 mm  | 19,4 °C     | 88,6 mm  | 20,6 °C     | 43,4 mm  |
| Július     | 20,5 °C     | 115,8 mm | 22,2 °C     | 115,4 mm | 21,3 °C     | 60,9 mm  |
| Augusztus  | 20,8 °C     | 25,4 mm  | 20,4 °C     | 112,6 mm | 21,6 °C     | 81,3 mm  |
| Szeptember | 13,3 °C     | 58,4 mm  | 14,2 °C     | 53,9 mm  | 14,7 °C     | 66,4 mm  |
| Október    | 11,6 °C     | 18,1 mm  | 7,8 °C      | 92,7 mm  | 6,8 °C      | 81,6 mm  |
| November   | 2,0 °C      | 46,2 mm  | 5,3 °C      | 23,1 mm  | 5,8 °C      | 21,3 mm  |
| December   | -4,9 °C     | 10,3 mm  | -3,3 °C     | 31,8 mm  | -0,8 °C     | 21,1 mm  |

- Eddig mért legmagasabb hőmérséklet: 38,5 °C (2007. július 20.)
- Eddig mért legalacsonyabb hőmérséklet: -30,5 °C (1940. február 16.)

## Sport

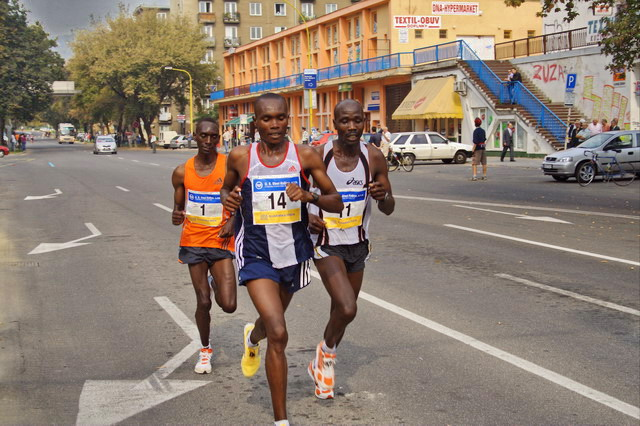
A Kassai Békemaraton

A városban rendezik meg a Kassai Békemaratont.

### Labdarúgás
A városban 1903-ban alakult meg az első futballcsapat, KAC (Kassai Athlétikai Club) néven. 1952-ben jött létre a város legismertebb és legeredményesebb labdarúgóklubja, a VSS. A VSS a Kelet-Szlovákiai Gépgyár klubja volt, mint ahogy a csapat nevét alkotó rövidítés is mutatja (VSS – Východoslovenské Strojárne, Kelet-Szlovákiai Gépgyár). Az üzemet a 70-es évek végén egy átszervezés után átnevezték ZŤS-re, ezután a csapat neve is ez lett. 1989 után újra VSS név alatt futott, mígnem 1992 májusában egyesült a Kelet-Szlovákiai Vasgyár (VSŽ) együttesével és így létrejött az 1. FC Košice. Az 1. FC 2005-ben anyagi gondok miatt megszűnt, helyét az MFK vette át (MFK – Mestský futbalový klub, magyarul Városi Futball Klub).
A VSS az 50-es évektől a csehszlovák I. liga résztvevője volt, a klub a 70-es és a 80-as évek fordulójától kezdett kiszorulni az élmezőnyből. A 80-as évek nagy részét a II. ligában töltötte, a csehszlovák legfelsőbb ligába már nem sikerült visszajutnia, ám 1993-tól a megalakuló szlovák I. liga oszlopos tagjává vált. 1995-ben és 1996-ban második helyezett, 1997-ben és 1998-ban szlovák bajnokcsapat, az 1997/98-as idényben a Bajnokok Ligája csoportkörének résztvevője (első szlovák csapatként). 2003-ban kiesett az élvonalból, ide 2006-ban az utódcsapatnak tekintett MFK jutott vissza. A klub egyszer nyerte meg a Csehszlovák Kupát – 1993-ban, miután a döntőben 5-1-re verte a bajnok Sparta Praha együttesét. Csehszlovákia felbomlásáig háromszor hódította el a Szlovák Kupát (1972/73 VSS, 1979/80 ZŤS, 1992/93 1. FC néven).
A klub játékosa volt többek közt Strausz János (Ján Štraus ), aki a csehszlovák liga 100-as góllövőklubjának a tagja. 1997-től 1999-ig az 1. FC-ben játszott Telek András válogatott magyar labdarúgó is.

### Jégkorong

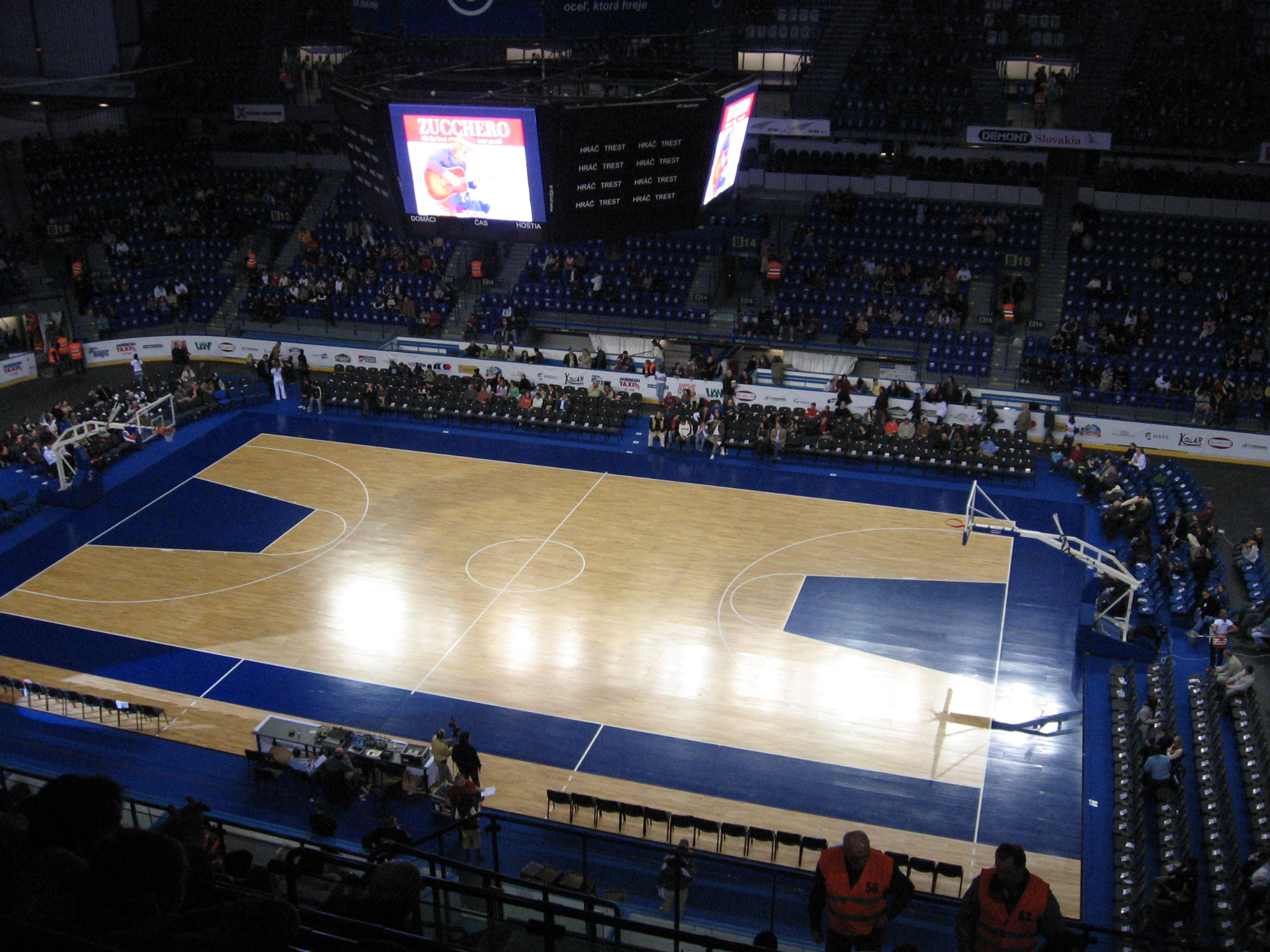
A Steel Aréna

Kassa a szlovákiai jégkorong egyik bástyája, a HC Košice klub a szlovák hoki extraliga állandó tagja, többszörös bajnoka. Az első hokiklubok a 20. század 20-as éveiben alakultak a városban (1. ČsČK, KAC, KSC, Törekvés, Slávia). A II. világháború után visszaesett a jégkorong iránti érdeklődés a városban, mígnem 1962-ben a vasutasok addigi csapatából megalakult a Dukla Kassa jégkorongegyüttes. 1964-ben a csapat feljutott a legfelsőbb csehszlovák hokiligába s azóta egyedüli szlovák klubként megszakítás nélkül állandó résztvevője az I. liga küzdelmeinek (az 1993/94-es szezon óta szlovák liga). 1967-ben az addigi katonaegyüttest átvette a helyi vasgyár (VSŽ) és – rövid megszakításokkal – a 90-es évek végéig ez a tény a csapat nevében is olvasható volt. A klub a 80-as években élte fénykorát, egyedüli szlovák csapatként kétszer nyerte meg a csehszlovák bajnokságot (egy-egy bajnoki címet szerzett még a pozsonyi Slovan és a trencséni Dukla, a többit cseh csapatok nyerték) – az 1985/86-os és az 1987/88-as szezonban. Szlovákia önállósulása (1993) után a legeredményesebb egyesületek közé tartozik: 1995-ben, 1996-ban, 1999-ben és 2009-ben szerzett bajnoki címet. Otthona a 8340 férőhelyes Ladislav Troják Stadion (marketingnevén Steel Aréna), amely a legnagyobb ilyen célú sportlétesítmény az országban – 2006 márciusában adták át.

## Nemzetközi kapcsolatok

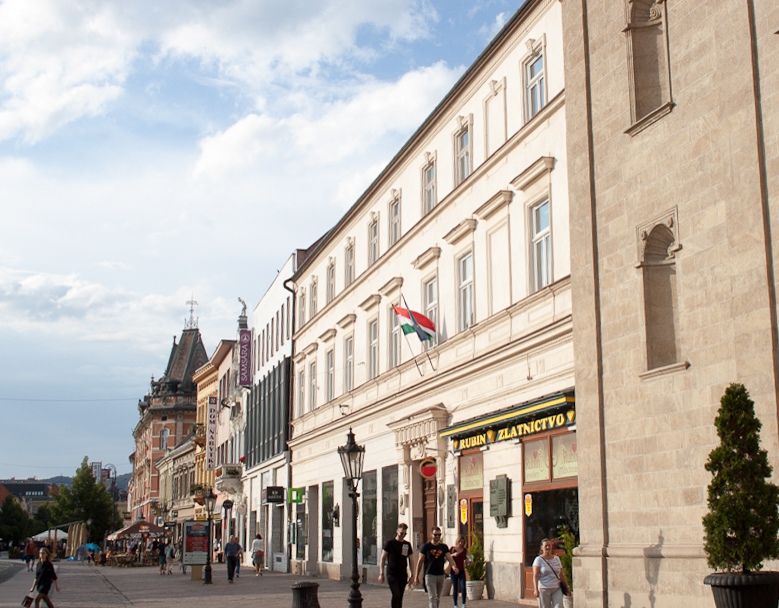
A magyar főkonzulátus épülete a főutcán

### Külképviseletek
| Ország        | Típus                    | Cím                       |
| ------------- | ------------------------ | ------------------------- |
| Magyarország  | Főkonzulátus             | Hlavná 72                 |
| Belgium       | Tiszteletbeli konzulátus | Moldavská cesta 10/B      |
| Brazília      | Tiszteletbeli konzulátus | Námestie Osloboditeľov 20 |
| Finnország    | Tiszteletbeli konzulátus | Žriedlová 12-14           |
| Franciaország | Tiszteletbeli konzulátus | Hlavná 104                |
| Grúzia        | Tiszteletbeli konzulátus | Hlavná 24                 |
| Izrael        | Tiszteletbeli konzulátus | Garbiarska 5              |
| Lengyelország | Tiszteletbeli konzulátus | Puškinova 1               |
| Lettország    | Tiszteletbeli konzulátus | Krmanova 1                |
| Mongólia      | Tiszteletbeli konzulátus | Národná trieda 56         |
| Spanyolország | Tiszteletbeli konzulátus | Hutnícka 1                |
| Szerbia       | Tiszteletbeli konzulátus | Jesenského 12             |
| Törökország   | Tiszteletbeli konzulátus | Mlynská 2                 |
| Ukrajna       | Tiszteletbeli konzulátus | Budovateľská 29           |
| Vietnám       | Tiszteletbeli konzulátus | Hlavná 70                 |

### Testvérvárosai
| - Abaújszántó, Magyarország - Miskolc, Magyarország - Budapest, Magyarország (partnerváros) - Wuppertal, Németország - Cottbus, Németország - Raahe, Finnország - Mobile, Alabama, Egyesült Államok - Szentpétervár, Oroszország - Verona, Olaszország - Ungvár, Ukrajna - Rzeszów, Lengyelország | - Katowice, Lengyelország - Krosno, Lengyelország - Bursa, Törökország - Plovdiv, Bulgária - Niš, Szerbia - Ostrava, Csehország - Magastátra, Szlovákia - Vicebszk, Fehéroroszország - Vuhan, Kína - Đà Nẵng, Vietnám - Ho Si Minh-város Vietnám |